# همرسمیت بیرون است
«همرسمیت بیرون است» (انگلیسی: Hammersmith Is Out) فیلمی در ژانر درام به کارگردانی پیتر یوستینف است که در سال ۱۹۷۲ منتشر شد.

## بازیگران
- الیزابت تیلور
- ریچارد برتون
- پیتر یوستینف
- بیوهانکز بریجز
- جرج رافت
- لیون امس
- لئون آسکین